# Kathy Augustine
Kathy Augustine (Los Angeles, 1956. május 29. – Reno, 2006. július 11.) amerikai olasz politikus. 1994 és 1998 között a nevadai szenátus tagja volt a 7. körzetből, Lori Lipman Brown utódjaként, Terry John Care elődjeként. 1999 és 2006 között pedig State Controller volt ugyanezen államban. 2006-ban ápolóként dolgozó párja a kórházakban érzéstelenítéskor használt szukcinikolin túladagolásával meggyilkolta.